# Barča
Barča ili Barč (mađ. Barcs, nje. Draustadt) je pogranični grad u Mađarskoj. Nalazi se na jugu države na rijeci Dravi i prema podacima iz 2008. godine grad ima 12.168 stanovnika. Nalazi se na granici s Hrvatskom.

## Zemljopisni položaj
Nalazi se na sjevernoj obali rijeke Drave, nedaleko od dijela gdje se Mađarska i s južne strane Drave, kod starog meandriranog toka. Najbliža naselja u RH su Zrinj Lukački, Terezino Polje, Katinka, Veliko Polje. Nešto dalje su Gornje Bazje i Žlebina.
2,5 km sjeverozapadno je Drávaszentes, 3 km sjeverno je Trnovec, 7 km istočno je Tomašin.

## Upravna organizacija
Upravno je sjedište Barčanske mikroregije. 1928. Barči je pridružen Drávaszentes. Barča je gradom proglašena 1979. godine. Tom su mu prigodom uz već pridruženi Drávaszentes pridružili i Trnovec.

## Povijest
27. listopada 1991. u večernjim satima, tijekom velikosrpske agresije na Hrvatsku u večernjim je satima zrakoplov JNA povrijedio je mađarski zračni prostor. Bacio je bombe na rubna gradska naselja. Nije bilo ozlijeđenih, no oštećeno je nekoliko stambenih zgrada.

## Promet
Kroz Barču prolaze željezničke pruge Velika Kaniža – Pečuh i Barča –  Viljan. Dionica željezničke pruge koja je vodila od Barče u Mađarskoj do Pakraca u Hrvatskoj otvorena je 18. kolovoza 1885. godine.

## Stanovništvo
Prema metama popisa iz 1910., u Barči je živjelo 6415 stanovnika, od čega 4529 Mađara, 1477 Nijemaca, 238 Hrvata. 5314 je bilo rimokatolika, 289 reformiranih te 659 izraelita.
U Barči je 2001. živjelo 12 316 stanovnika. Većina su Mađari. 406 je bilo izjašnjenih Roma, 252 Hrvata, 109 Nijemaca te ostalih manjina.

## Gradovi prijatelji
- Odorheiu Secuiesc (Székelyudvarhely)
- Sinsheim
- Virovitica
- Želiezovce